# 瀬越村
瀬越村（せごえむら）は石川県江沼郡にあった村。現在の加賀市大聖寺瀬越町（一時は吉崎町も含む）にあたる。戦前期までは北前船の船主・大家家、広海家の邸宅があり、加賀橋立とともに『日本一の富豪村』と称された。

## 地理
- 海洋 ： 日本海
- 河川 ： 大聖寺川

## 歴史
- 1889年（明治22年）4月1日 - 町村制の施行により、瀬越村・吉崎村の区域をもって発足。
- 1891年（明治24年）11月21日 - 大字吉崎が三木村に編入。
- 1954年（昭和29年）3月10日 - 大聖寺町に編入。同日瀬越村廃止。

## 広海二三郎
北前船の巨頭の大部分は瀬越村と橋立村にあり、両村とも日本有数の富裕な村だった。瀬越の船主には、広海（ひろみ）、大家（おおいえ）、角谷、浜中等があった。広海家は1820年頃、2代当主・広海二三郎が北前船による廻漕問屋を始め、大聖寺藩の御用を承る代々船主となった。明治維新後の近代化により多くの船主が廃れていくなか、5代広海二三郎と大家七平（二三郎の弟）は産業革命の波に乗って大成した。
5代広海二三郎（1854-1929）は1869年から北前船に乗り込んで5年間修業し、航海術や船の管理機構のほか、商売について習得した。当時広海家では7隻の千石船を所有しており、1874年に二三郎を主任に小樽支店を開設、折から起こった西南戦争の特需で巨利を得た。1879年には北前船主として初めて西洋型帆船を複数購入して成功し、1886年に大阪に移り、1888年に北前船主として初めて汽船を購入、大きな賭けであったがこれも成功させた。広海汽船を設立して社長となり、1904年には貴族院の多額納税者議員となった。九州で硫黄や石炭の鉱山経営も行い、1908年に広海商事を設立し、家業を大きく発展させた。また北前船主を集めて日本海上保険を創立したほか、大阪商業会議所議員なども務めた。